# 야루오
야루오(일본어: やる夫)는 2ch에서 만들어진 가공의 인물이다. 문자로 만든 그림으로 만든 캐릭터인 나이토 호라이존에서 유래된 캐릭터로, 일러스트에서는 주로 고양이 입에 하얀 몸체를 가진 단순한 형태의 캐릭터로 묘사된다.

## AA로써의 표현
```
　 　 　　　＿＿＿_ 
　 　　　／　　 　 　＼ 
　　　／　 _ノ 　ヽ､_　 ＼ 
　 ／ oﾟ(（●）) (（●）)ﾟo ＼ 　정말로 나는 VIP에서 놀고 싶은데... 
　 |　　　　 （__人__）　　　　| 
　 ＼　　 　 ｀ ⌒´ 　 　 ／ 

　 　 　　　＿＿＿_ 
　 　　　／　　 　 　＼ 
　　　／　 _ノ 　ヽ､_　 ＼ 
　 ／ 　oﾟ⌒　　　⌒ﾟo　 ＼ 　그런데 VIPPER들은 퀄이 높은 스레드 밖에 대해주지 않는 거야...
　 |　　　　 （__人__）　　　　|　　 
　 ＼　　 　 ｀ ⌒´ 　 　 ／ 

　 　 　　　＿＿＿_ 
　 　　　／⌒　　⌒＼ 
　　　／（ ●） 　（●）＼ 
　 ／::::::⌒（__人__）⌒::::: ＼ 　　그러니 뉴속에서 놀거야!
　 |　　　　　|r┬-|　　　　　| 
　 ＼ 　　 　 `ー'´ 　 　 ／
```

## 파생 캐릭터
- 야라나이오(일본어: やらない夫)

야루오들이 모여 있는 아스키 아트 작품에서 유래되었으며 야루오와 달리 길쭉한 얼굴형을 하고 있다.